# Background (Kurzfilm)
Background (frei übersetzt Hintergrund) ist ein US-amerikanischer animierter Dokumentar-Kurzfilm von Carmen D’Avino aus dem Jahr 1973. Bei der Oscarverleihung 1974 wurde D’Avino für und mit seinem Film für einen Oscar in der Kategorie „Bester Dokumentar-Kurzfilm“ nominiert, musste sich jedoch Julian Krainin und DeWitt Sage und ihrem Film Princeton: A Search for Answers, der Lehrer und Schüler der Princeton University porträtiert, geschlagen geben.

## Inhalt
Im Film porträtiert sich Carmen D’Avino selbst und setzt sich sowohl mit seiner Person als auch mit seiner Kunst als Filmemacher, Animator und Maler auseinander. So erläutert er unter anderem seinen Werdegang und was die Auslöser dafür waren, dass er seinen Weg so gegangen ist, wie geschehen.

## Produktionsnotizen, Veröffentlichung
Produziert wurde der Film von D’Avino & Fucci-Stone Productions. Der Film befindet sich seit 2012 im Academy Film Archive in Hollywood.
Background wurde am 1. Januar 1973 erstmals in den Vereinigten Staaten gezeigt.